# Norwood, Missouri
Norwood är en ort i Wright County i Missouri. Vid 2010 års folkräkning hade Norwood 665 invånare.